# Manikgonj Sadar
Manikgonj Sadar (en bengali : মানিকগঞ্জ সদর) est une upazila du Bangladesh dans le district de Manikganj. En 2011, on y dénombrait 309 413 habitants.